# Роквилл (Мэриленд)
Роквилл (англ. Rockville) — город в штате Мэриленд, США. Административный центр округа Монтгомери. Город является частью агломерации Балтимор-Вашингтон. По оценке, проведённой Бюро переписи населения США за 12-месячный период, завершившейся 1 июля 2008 года, население города составляет 60734 человек, что делает его вторым по величине городом в штате Мэриленд, после Балтимора.
Роквилл, наряду с соседними Гейтерсбергом и Бетесдой, составляет основу «технологического коридора I-270»[уточнить], который является домом для многочисленных программ и биотехнологических компаний, а также ряда федеральных государственных учреждений. Город также имеет несколько высококлассных региональных торговых центров и является одним из крупнейших розничных центров в округе Монтгомери.

## Население
Плотность населения составляет 1360,7 человек на квадратный километр. Из 17786 единиц жилья в среднем плотность 510,7 один квадратный километр.
Расовый состав населения — 67,78 % белых, 9,11 % афроамериканцев, 0,34 % коренных американцев, 14,83 % азиатов, 0,03 % жителей тихоокеанских островов, 4,78 % других рас и 3,13 % от двух или более рас. 11,67 % населения являются испаноязычными или латиноамериканцами любой расы.
Роквилл также является центром еврейского населения в агломерации Балтимор-Вашингтон, имеет несколько синагог, кошерных ресторанов, и самый крупный из трёх областых еврейских общинных центров. Центр включает в себя еврейский дом престарелых, дневные школы, театр и образовательные учреждения. Город также имеет большую корейскую и индийскую общины.

## Русскоязычное население
Русскоязычная община Роквилла насчитывает несколько тысяч человек. Летом с наплывом студентов, работающих по программе Work and Travel USA, население увеличивается значительно.

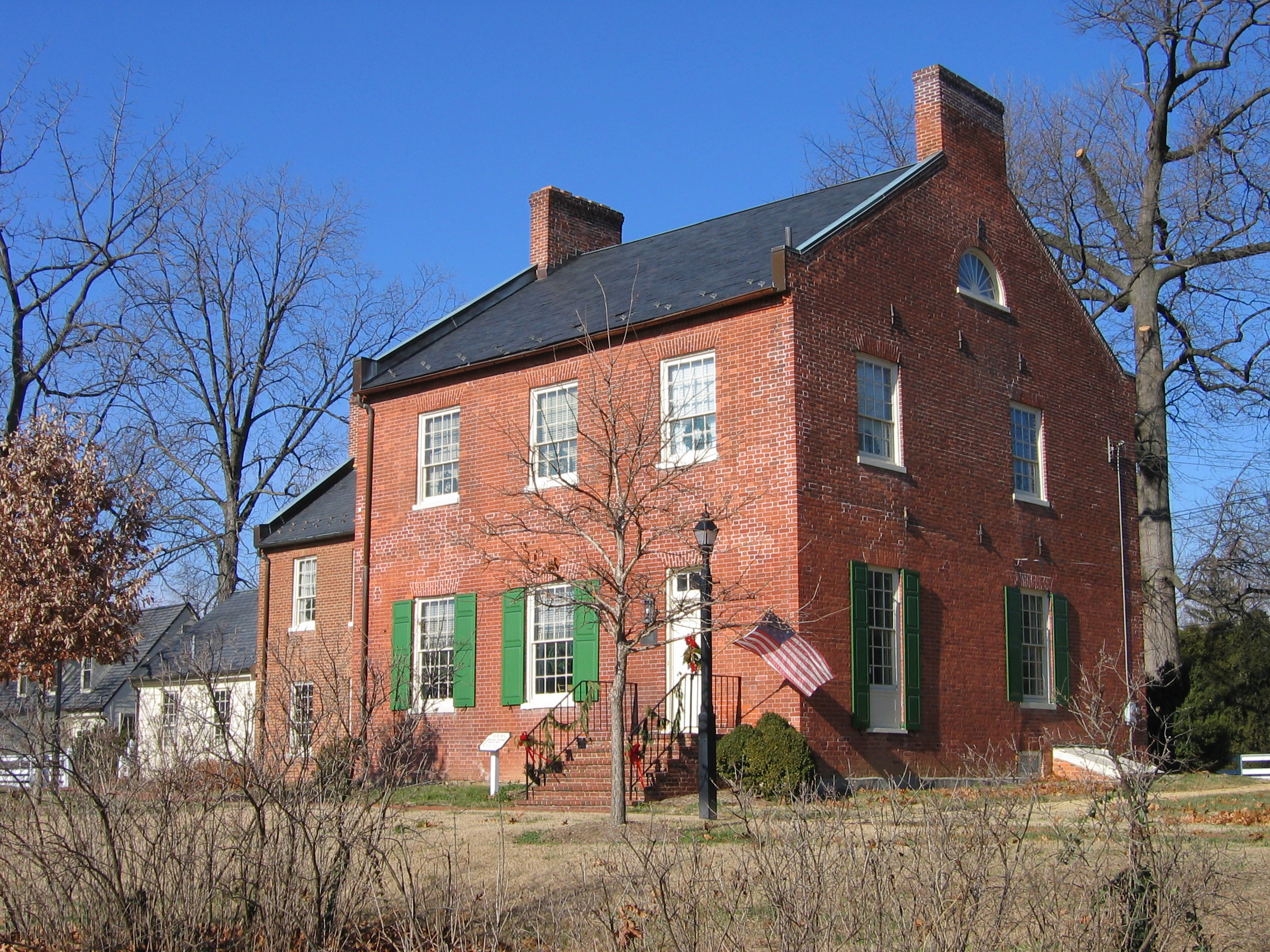
Исторический дом Beall-Dawson, который был построен в 1815 году.

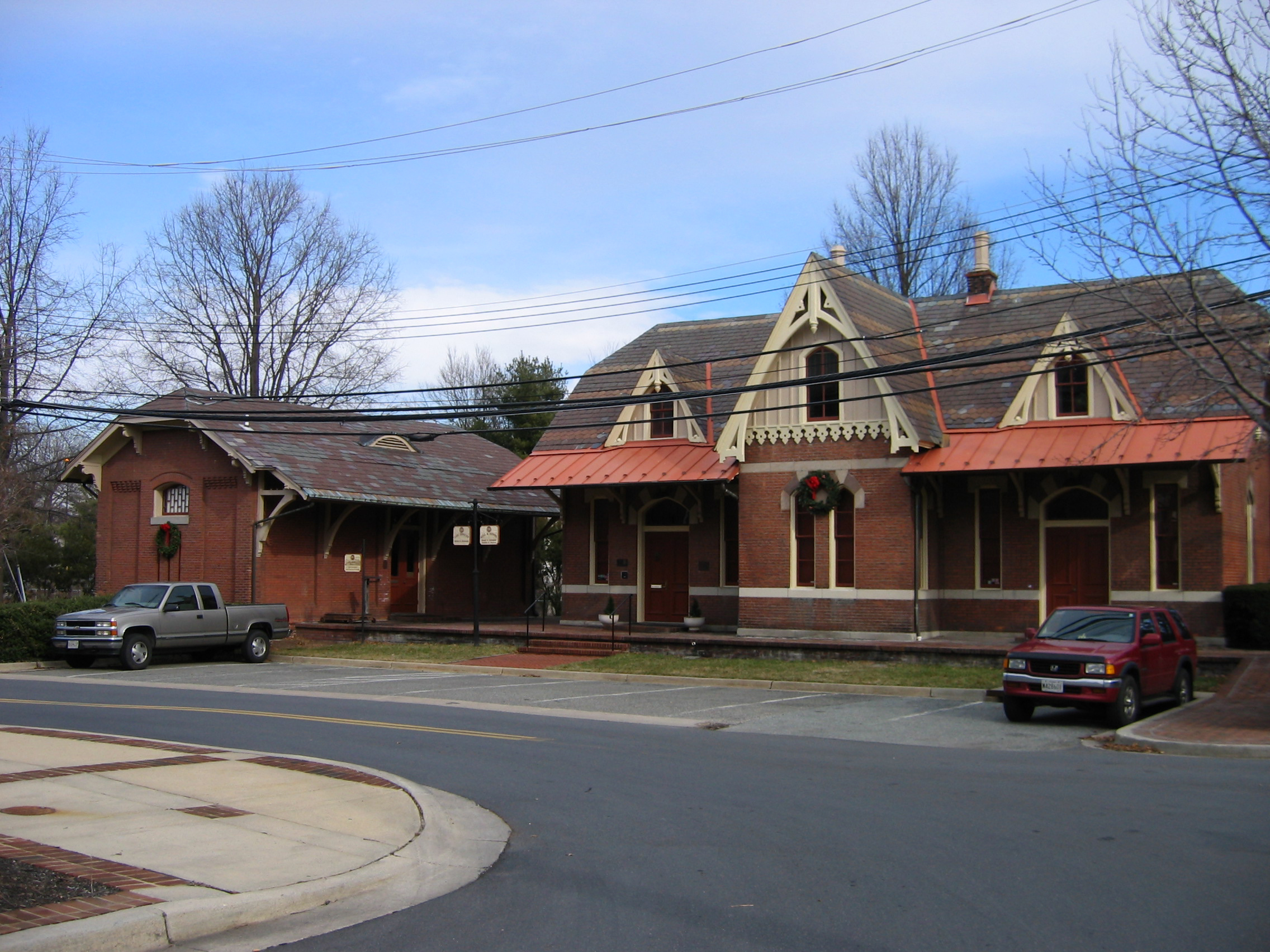
Вокзал в Роквилле.

## Экономика
В городе расположена штаб-квартира Novick Group

## Города-побратимы
На декабрь 2009 года у Роквилла 2 города-побратима :
1. Пиннеберг (Шлезвиг-Гольштейн, Германия)[4]
2. Дзясин (Чжэцзян, Китай)[5]